# 파둘리
파둘리(이탈리아어: Paduli)는 이탈리아 캄파니아주 베네벤토도의 코무네다. 나폴리로부터 북동쪽 60km 베네벤토 북동쪽 9km 거리에 있다.